# Gerygone chloronota
Gerygone chloronota es una especie de ave paseriforme de la familia Acanthizidae.. Es endémica de Australia.

## Subespecies
- Gerygone chloronota aruensis
- Gerygone chloronota chloronota
- Gerygone chloronota cinereiceps
- Gerygone chloronota darwini